# Trakošćan
Trakošćan is een plaats in de gemeente Bednja in de Kroatische provincie Varaždin. De plaats telt 21 inwoners (2001).